# Зёрен (Гольштейн)
Зёрен (нем. Sören) — община в Германии, в земле Шлезвиг-Гольштейн.
Входит в состав района Рендсбург-Экернфёрде. Подчиняется управлению Бордесхольм-Ланд. Население составляет 198 человек (на 31 декабря 2010 года). Занимает площадь 6,5 км².